# Приключения Феликса
«Приключения Феликса» (фр. Drôle de Félix) — французский фильм в жанре роуд-муви. На Берлинале 2000 года картина была удостоена премии Тедди.

## Сюжет
В центре сюжета фильма Феликс — молодой гей арабского происхождения, который только что потерял работу. Из Дьепа он отправляется в путешествие в Марсель, чтобы найти своего отца, которого он никогда раньше не видел. С собой в дорогу парень берёт только маленькую аптечку с лекарствами от ВИЧ-инфекции и воздушного змея цвета радуги. По дороге Феликс встречает разных людей: пожилую женщину, которая предлагает ему приют в своём доме, молодого человека, с которым у парня были сексуальные отношения, мать троих детей и пожилого рыбака. В фильме все эти персонажи именуются, как «бабушка», «брат», «двоюродный брат» и т. д. Таким образом Феликс строит семью, в которой он так сильно нуждается. В конце одиссеи к парню приходит новое понимание жизни. И даже не важно, был ли мужчина, которого он встретил в конце этой истории, его настоящим отцом. Феликс отправляется в новое романтическое путешествие в Тунис со своим бойфрендом.

## В ролях

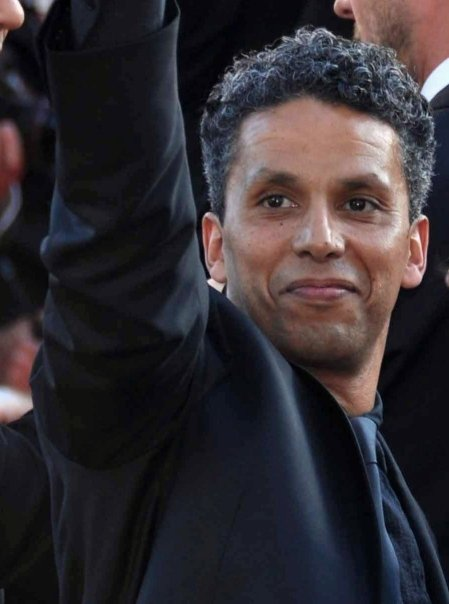
Сами Буажила, исполнитель роли Феликса

| Актёр             | Роль                     |
| ----------------- | ------------------------ |
| Сами Буажила      | Феликс                   |
| Паташу            | Матильда                 |
| Ариан Аскарид     | Изабель                  |
| Пьер-Лу Ражо      | Даниэль                  |
| Морис Бенишу      | рыбак                    |
| Дидье Махью       | друг                     |
| Клементе ДюПре    | подросток в машине       |
| Лиза Гез          | девочка                  |
| Вирджиния Бланк   | Луиза                    |
| Гилберт Барба     | водитель во время аварии |
| Брахим Эль Амрани | полицейский              |

## Награды
Фильм получил следующие награды:
- Берлинский кинофестиваль, 2000 год
  - Премия «Тедди» в категории «Приз жюри» режиссёрам Оливье Дюкастелю и Жаку Мартино;
  - Приз читателей журнала Siegessäule.
- Фестиваль романтического кино в Кабуре, 2000 год
  - Премия «Лучшему новому актёру» (Сами Буажила).
- Международный кинофестиваль лесбиянок и геев в Милане[укр.], 2001 год
  - Приз в номинации «Лучший фильм» режиссёрам Оливье Дюкастелю и Жаку Мартино.